# Ilagan
Ilagan é uma cidade de primeira classe de renda municipal na província Isabela, nas Filipinas. De acordo com o censo de 1 maio  de  2020 possui uma população de 158 218 pessoas e 39 663 domicílios.